# Lina El Arabi
Pour les articles homonymes, voir Arabi.
Lina El Arabi, née le 11 août 1995 à Choisy-le-Roi, est une actrice française.

## Biographie
Lina El Arabi est née en 1995 dans une famille marocaine originaire d'Oujda.
À 6 ans, elle rentre au conservatoire de Choisy-le-Roi, puis poursuit à ceux de Vitry-sur-Seine puis du 16e arrondissement de Paris, en danse classique et en violon. Elle prend aussi des cours de théâtre à 10 ans, à Villejuif d'abord puis au lycée. À 18 ans, elle passe les auditions et intègre la classe de Christian Croset au Conservatoire de Bobigny, puis celui du 20e arrondissement dans la classe de Pascal Parsat.
En 2013, après l'obtention de son bac scientifique avec mention au Lycée Georges Brassens dans le 19e arrondissement, elle fait un an de mathématiques appliquées aux sciences sociales (MASS) à l'université de Versailles-Saint-Quentin-en-Yvelines. Elle suit ensuite des études de journalisme à l'Institut Européen du journalisme de Paris .
En 2014, elle est remarquée dans le court métrage Sans les gants de Martin Razy, puis deux ans plus tard dans le téléfilm de Ne m'abandonne pas de Xavier Durringer, où elle joue le rôle d'une adolescente radicalisée.
En 2017, elle décroche le rôle principal dans Noces de Stephan Streker. Pour le rôle de Zahira, cette jeune belgo-pakistanaise qui se voit imposer par sa famille un mariage traditionnel, la jeune comédienne remporte le Valois de la meilleure actrice au Festival du film francophone d'Angoulême. La même année, elle participe à un album de Julie Zenatti où elle chante quatre titres en duo, notamment un avec Slimane.
En 2024, la série Netflix Furies dans laquelle elle joue le rôle principal de Lyna Guerrab la révèle au grand public grâce au succès d'audience de la série nationalement comme internationalement.

## Filmographie
Sauf indication contraire, les informations mentionnées dans cette section peuvent être confirmées par les bases de données cinématographiques IMDb et Allociné,  présentes dans la section « Liens externes ».

### Cinéma
- 2014 : Sans les gants (court métrage) de Martin Razy : Samia
- 2017 : Noces de Stephan Streker : Zahira
- 2017 : Eye on Juliet de Kim Nguyen : Ayusha
- 2018 : Deux minutes trente (court métrage) de Mehdi Fikri : Nour
- 2020 : Brutus vs César de Kheiron : Albana
- 2022 : Les Meilleures de Marion Desseigne-Ravel : Nedjma
- 2023 : Divertimento de Marie-Castille Mention-Schaar : Fettouma Ziouani
- 2023 : Talk Chaud (court métrage) de Rian Tehami : la voix off
- 2024 : La Damnée de Abel Danan : Yara

### Télévision
- 2011 : Parle tout bas si c'est d'amour de Sylvain Monod : Charlotte
- 2013 : La Déesse aux cent bras de Sylvain Monod : Malika
- 2016 : Ne m'abandonne pas de Xavier Durringer : Chama
- 2016 : Kaboul Kitchen, série créée par Marc Victor, Allan Mauduit et Jean-Patrick Benes, saison 3, épisodes 7 à 12 : Pissenlit
- 2019 : Philharmonia, mini-série créée par Marine Gacem et réalisée par Louis Choquette : Selena Rivière
- 2019-2021 : Family Business, série créée par Igor Gotesman : Aïda Benkikir
- 2024 : Plaine orientale de Pierre Leccia : Ines
- 2024 : Furies : Lyna Guerrab
- 2025 : Plaine orientale : Inès Amrani

## Théâtre
- 2017 : Mon ange d'Henry Naylor, mise en scène de Jérémie Lippmann, au Festival Off d'Avignon, Théâtre du Chêne noir, Théâtre Tristan-Bernard
- 2019 : La vie est un songe de Pedro Calderón de la Barca, mise en scène de Christophe Lidon, au Centre national de création d'Orléans
- 2020 : La Maison de Bernarda Alba de Federico García Lorca, mise en scène de Yves Beaunesne, tournée
- 2023 : Que sur toi se lamente le Tigre d'Émilienne Malfatto, mise en scène Alexandre Zeff, théâtre des Célestins, théâtre de la Tempête

## Distinctions
- Festival Jean Carmet de Moulins 2014 : nomination comme jeune espoir féminin pour Sans les gants de Martin Razy
- Festival du film francophone d'Angoulême 2016 : Valois de la meilleure actrice[5] pour Noces de Stephan Streker
- Globes de Cristal 2018 : meilleure comédienne pour Mon Ange d'Henry Naylor.